# Eugen Fink
Eugen Fink (Constanza, 11 de diciembre de 1905 - Friburgo de Brisgovia, Alemania, 25 de julio de 1975) fue un filósofo alemán. Es una de las grandes figuras de la fenomenología.

## Biografía
Eugen Fink nació en Constanza. Estudió primero en Münster y Berlín, y posteriormente en Friburgo de Brisgovia. Defendió su tesis bajo la supervisión conjunta de Husserl y Heidegger. Tras la jubilación de Husserl en 1930, se unió a su círculo íntimo de amigos.
En 1933, Fink decidió convertirse en secretario privado de Husserl en lugar de dedicarse a la academia. Participó en la preparación de sus textos.
En 1938, el padre Herman Leo Van Breda trasladó los manuscritos de Husserl a Lovaina. Fink, junto con Ludwig Landgrebe, participó en las primeras obras del recién creado Archivo Husserl. Al estallar la guerra, ambos fueron internados en Francia. Tras la invasión, Fink fue reclutado por el ejército alemán.
Fink obtuvo su habilitación en Friburgo en 1946. Impartió docencia en la Universidad y el Instituto Pedagógico de Friburgo. También participó activamente en diversas organizaciones de educación popular.
Dirigió los Archivos Husserl en Friburgo desde su fundación en 1950 hasta 1971, año de su jubilación.
Murió de un derrame cerebral en 1975.

## Trayectoria
Fue asistente de Husserl tras su jubilación en 1928 en Friburgo, siendo sucesor de Heidegger en este puesto luego que éste tomase una orientación distinta al proyecto de la fenomenología trascendental husserliana. Fink adscribió a la fenomenología en estos años de juventud, la cual conoció a través de la lectura de sus más importantes textos, pero sobre todo a través de los cursos y conversaciones con el mismo Husserl en Friburgo. Al igual que como sucedió con Heidegger, Husserl vio en Fink (como discípulo) la oportunidad de encontrar un sucesor para el proyecto de su filosofía fenomenológico-trascendental del cual era padre y fundador. 
Por encargo de Husserl, en el marco de la búsqueda de una sistematización definitiva de la filosofía fenomenológica, Fink debía hacerse cargo de la edición alemana de las Meditaciones cartesianas, texto con el que Husserl se sentía insatisfecho (éstas ya habían sido publicadas en Francia como las  Pariser Vorträge). Así también, se le encargaría la escritura de la VI meditación, la cual se pretendía fuese anexada al final del libro con el motivo de completar el ya mentado objetivo. El contenido de la VI meditación de Fink nace a partir de una prescripción hecha por el mismo Husserl en los §§13 y 64 de las Meditaciones cartesianas, donde se exigía una "crítica de la experiencia trascendental", tarea nunca llevada a cabo por Husserl en la obra. Fink escribió una primera versión de esta obra (la cual fue entregada a Husserl en 1932) así como también una reformulación completa de las 5 meditaciones restantes. 
Se sabe que Husserl, pese consentir en líneas generales con el objetivo que la VI meditaciones se proponía, no estuvo de acuerdo con varios de los planteamientos con los que Fink esbozaba la "Idea de una teoría trascendental del método" (subtítulo de la VI meditación, el cual pretende emular el nombre de la segunda parte de la Crítica de la razón pura de Kant (Doctrina trascendental del método)). Las más importantes aprehensiones que Husserl tiene respecto a lo planteado en la obra son: 
1) Se presenta de forma exagerada la cuestión del "lenguaje trascendental", es decir, el lenguaje al cual recurre el fenomenólogo una vez, luego de haber llevado a cabo la reducción fenomenológica, "vuelve" a la actitud natural a expresar sus resultados; 
2) La teoría de los tres yoes (famosa por el artículo de Fink de 1933 publicado en KantStudien "Die phänomenologische philosophie Edmund husserls in der gegenwärtigen Kritik") se radicaliza, distanciando excesiva y problematicamente a juicio de Husserl, el yo trascendental objeto de la fenomenología (yo trascendental directo o anónimo, en la terminología de Fink) y el yo del fenomenólogo (yo trascendental reflejo o espectador desinteresado o trascendental, en la terminología de Fink); 
3) Finalmente, Fink plantea que la individuación del fenomenólogo es algo que se pierde cuando nos remitimos a los últimos estratos de la ciencia fenomenológica, cosa que Husserl defiende.
Fink presentaría en 1945 una versión posterior de esta obra (luego de los comentarios de Husserl) como su Habilitationsschrift en la Universidad de Friburgo. Sin embargo, sería sólo en 1989 cuando sería publicada su VI meditación en Husserliana-Dokumente en dos tomos. El tomo I consistiría en la versión final de la VI meditación y el II en las reformulaciones hechas por Fink para las otras 5 Meditaciones cartesianas.
Fink ya desde la escritura de la VI meditación, es decir, prácticamente desde el inicio de su etapa fenomenológica, ya manifestaría ciertas diferencias fundamentales con Husserl que se dejan entrever en sus propios manuscritos de las Meditaciones cartesianas. Luego de adscribir a una postura que podría denominarse una "fenomenología especulativa", abandonaría más tarde la fenomenología al poner en cuestión la efectividad del concepto de reducción fenomenológico trascendental. Se ha dicho que su filosofía se ubicaría en una posición intermedia, que hace de puente entre Husserl y Heidegger, mas esto impide apreciar la gama de matices de los autores e impide ver las particularidades de la filosofía del mismo Fink. El pensamiento de Fink, después de su etapa fenomenológica, es conocido por su aproximación al problema del ser como la de una manifestación del movimiento cósmico en el que el hombre mismo es parte (tal planteamiento se aleja de la fenomenología de Husserl en la medida que Fink no considera posible "desconectar" al hombre mediante la epojé, dado que es él mismo el que la ejecuta).

## Pensamiento

### El juego como símbolo del mundo
En esta obra, Fink propone una visión innovadora del juego, considerándolo no como una actividad trivial o secundaria, sino como una manifestación fundamental de la existencia humana y una vía para comprender la totalidad del mundo.
Fink parte de la idea de que el ser humano no solo actúa en el mundo, sino que también lo representa y lo simboliza a través del juego. Este se convierte en una forma de "ser-en-el-mundo" que trasciende la mera actividad lúdica. A diferencia de las concepciones metafísicas tradicionales, que tienden a devaluar el juego por su carácter de "irrealidad", Fink lo eleva a una categoría ontológica significativa.
Según Fink, el juego permite al ser humano explorar posibilidades más allá de la realidad inmediata. A través de la simulación y la representación, el juego crea un espacio donde lo imaginario y lo real se entrelazan, ofreciendo una comprensión más profunda de la existencia. Esta perspectiva se aleja de la visión que considera al juego como una simple copia o imitación de la realidad, proponiendo en cambio que el juego es una forma de revelación del ser.
Fink también explora la relación entre el juego y las prácticas religiosas y míticas. Observa que en las culturas arcaicas, el juego está intrínsecamente ligado al culto y al ritual, funcionando como una expresión de lo sagrado. En este sentido, el juego no solo refleja la estructura del mundo, sino que también participa en su creación y renovación simbólica.
Para Eugen Fink, el juego es una actividad que encapsula la complejidad de la existencia humana. Es a través del juego que el ser humano puede experimentar y comprender la totalidad del mundo, trascendiendo las limitaciones de la lógica y la razón. Así, el juego se convierte en un símbolo del mundo, una manifestación de la libertad humana y una vía para acceder a dimensiones más profundas de la realidad.
Esta obra invita a reconsiderar el papel del juego en la vida humana, no como una mera distracción, sino como una actividad esencial que refleja y construye nuestro entendimiento del mundo.

## Obra
- Vom Wesen des Enthusiasmus, Freiburg 1947
- Nachdenkliches zur ontologischen Frühgeschichte von Raum - Zeit -Bewegung, Den Haag 1957
- Alles und Nichts, Den Haag 1959 [Todo y nada]
- Spiel als Weltsymbol, Stuttgart 1960
- Nietzsches Philosophie, Stuttgart 1960  [La filosofía de Nietzsche]
- Metaphysik und Tod, Stuttgart 1969
- Heraklit. Seminar mit Martin Heidegger, Frankfurt/Main 1970  [Seminario con Martin Heidegger; trad. castellana Heráclito, Ariel, Barcelona 1986]
- Erziehungswissenschaft und Lebenslehre, Freiburg 1970
- Sein und Mensch. Vom Wesen der ontologischen Erfahrung, Freiburg 1977
- Grundfragen der systematischen Pädagogik, Freiburg 1978
- Grundphänomene des menschlichen Daseins, Freiburg 1979
- Grundfragen der antiken Philosophie, Würzburg 1985
- VI. Cartesianische Meditation. I: Die Idee einer Transzendentalen Methodenlehre, Dordrecht 1988
- Welt und Endlichkeit, Würzburg 1990
- Hegel, Frankfurt 2006

## Obras sobre el autor
- Anselm Böhmer (ed.) Eugen Fink: Sozialphilosophie - Anthropologie - Kosmologie - Pädagogik - Methodik. Würzburg: Königshausen und Neumann 2006 ISBN 3-8260-3216-0

- Anselm Böhmer. Kosmologische Didaktik: Lernen und Lehren bei Eugen Fink. Würzburg: Königshausen und Neumann 2002 ISBN 3-8260-2210-6

- Ronald Bruzina. Edmund Husserl and Eugen Fink: beginnings and ends in phenomenology, 1928 - 1938. New Haven 2004 ISBN 0-300-09209-1.[4][5]

- Matthias Burchardt. Erziehung im Weltbezug – Zur pädagogischen Anthropologie Eugen Finks. Würzburg 2001 ISBN 3-8260-1973-3

- Annette Hilt / Cathrin Nielsen (eds.) Bildung im technischen Zeitalter. Sein, Mensch und Welt nach Eugen Fink. Freiburg/München 2005. ISBN 978-3-495-48165-3

- Hartmut Meyer-Wolters. Koexistenz und Freiheit. Eugen Finks Anthropologie und Bildungstheorie, Würzburg 1992. ISBN 3-88479-673-9

- Katharina Schenk-Mair. Die Kosmologie Eugen Finks. Würzburg 1997 ISBN 3-8260-1206-2

- Helmuth Vetter (ed.) Lebenswelten. Ludwig Landgrebe, Eugen Fink, Jan Patocka. Mit einer Auswahl aus dem unveröffentlichten Briefwechsel zwischen Landgrebe und Patocka. Frankfurt a. M. 2003. ISBN 3-631-50137-4

- Stephen Wirth. Mensch und Welt: die Anthropo-Kosmologie Eugen Finks. Mainz 1995 ISBN 3-928624-25-3